# Bleed
|  | Denne artikel er oprettet af botten Steenthbot ud fra en ekstern database. Den kan derfor have sproglige fejl eller mangler. Denne skabelon kan fjernes efter kontrol af indholdet. |

Bleed er en dansk kortfilm fra 2019 instrueret af Hannah Elbke.

## Handling
Ea er en akavet teenagepige, tilbageholdende med at udtrykke sine følelser. For første gang er Ea forelsket, men i sin bedste ven Sune. Hun har introduceret ham til sin verden live-rollespil; en mytisk og magisk verden, hvor overnaturlige skabninger findes om natten. Her spiller Ea karakteren Vanessa - en hård og dominerende vampyr, vogteren af det hemmelige vampyrsamfund og hendes totale modsigelse. Men spillet tager en uventet vending, og Ea og Sune skal jage "The White Wanderer", en fredløs, der har stjålet den hellige "Moon Stone" og nu truer freden. Efterhånden som spillet skrider frem, forsvinder Eas evner til at fortælle forskellen mellem spil og virkelighed. Alle tegn Sune sender hende indikerer, at han også er interesseret i hende. Men når en anden spiller får Sunes opmærksomhed, bliver Ea kastet gennem en blanding af rå følelser, handler efter instinkt og bryder alle regler.

## Medvirkende
- Marie Reuther, Ea / Vanessa
- Jakob Femerling Andersen, Anders
- Thomas Edwin Nygren, Max / Ivan
- Jacob August Ottensten, Sune
- Rebecca Schønberg, Pauline